# Youngs River
Der Youngs River ist ein etwa 32 km langer Fluss im Nordwesten Oregons. Er entspringt in den Bergen des Clatsop County, nördlich des Saddle Mountain State Natural Area und fließt nach Nordwesten, bis er in die Youngs Bay mündet. Die wichtigsten Zuflüsse sind der Klaskanine River und der Wallooskee River.